# Квинт Невий Корд Суторий Макрон
Квинт Невий Корд Суторий Макрон (на латински: Quintus Naevius Cordus Sutorius Macro, * 21 пр.н.е., † 38 г.) е преториански префект на Римската империя от 31 до 38 г. по времето на императорите Тиберий и Калигула. Той има голямо значение за свалянето на Луций Елий Сеян и за тронизацията на Калигула.

## Биография
Макрон е римски конник. Произлиза от плебейската фамилия Невии и е син на Квинт. Роден е в Алба Фуценс в планината Монте Велино, над езерото Лаго Фучино.
По времето на император Тиберий той е префект (комендант) на Вигилиите (нощната стража и пожарна). Цитат:
| „ | : Q(uintus) Naevius Q(uinti) f(ilius) Fab(ia) Cordus Sutorius Macro praefectus vigilum praefectus praetorii Ti(beri) Caesaris Augusti testam[e]nto dedit. | “ |

На 18 октомври 31 г. Макрон става преториански префект на преторианската гвардия. Той е разобечител на заговора на Ливила.
Активно участва в свалянето и екзекуцията на предишния преториански префект Луций Елий Сеян. Вероятно участва и при ликвидирането на фамилията на Сеян и неговите поддръжници.
При Калигула той запазва поста си и се предполага, че през 37 г. убива стария и болен Тиберий. Светоний пише, че той спечелил Калигула като му дал през 34 г. жена си Ения Трасила (Ennia Thrasylla, или Eunia; Ennia Naeva) на разположение. През 38 г. Калигула го пропъжда от поста му, като му предлага службата на префект на Египет (praefectus Aegypti). Двамата със съпругата му са арестувани в началото на 38 г. и се самоубиват, вероятно са екзекутирани.